# Курбский, Дмитрий Андреевич
Князь Дмитрий (Дмитрий-Николай-Андрей) Курбский (1582—1649) — государственный деятель Великого княжества Литовского, подкоморий упитский. Перешёл из православия в римско-католическую веру.

## Биография
Сын знаменитого московского князя-перебежчика Андрея Михайловича Курбского (1528—1583) от третьего брака с Александрой Петровной Семашко (ум. 1605). Старшая сестра — Марина, или Мария Курбская (1580 — до 1611), жена подкомория упитского Николая Визгирда.
В мае 1583 года в своем имении Миляновичи на Волыни скончался князь Андрей Курбский, державец ковельский и староста кревский. Дмитрий и его сестра перешли под опеку своей матери.
В 1590 году польский сейм постановил конфисковать владения князя А. М. Курбского на Волыни. Его вдова Александра сохранила только имения в пяти войтовствах Упитского староства: Довчишки, Миняны и Гиговяны (Гольминовское войтовство), Нарбели, Повераны, Повесмены и Ягейловичи (Повесменское войтовство), Сумптулово и Пураны (Куромское войтовство), Третишки и Передубин (Илговское войтовство), а также Биржанское войтовство.
Семья Курбских теряло одно за другим имения умершего князя и попала в долговые обязательства. В 1599 года Курбские занимают 800 коп литовских грошей у К. Яницкого под залог села Межуны на три года, но не пускают последнего в это имение и не возвращают долга до 1608 года.
В марте 1595 года литовские власти потребовали от Курбских «подводные» налоги с Биржанского войтовства за 1575—1587 годы, «серебщину» за 1573, 1575, 1576 годы и налог «за стацыю» за 1577 и 1578 годы (всего на 404 коп литовских грошей). В 1597—1598 и 1600 годах на королевском суде обсуждался вопрос о долге Курбских В. Войне и А. Русиану с Биржанского войтовства за 1567—1587 годы. Из-за неявки в суд ответчиков Курбские проиграли процесс. В 1601 году княгиня Александра Курбская и её сын Дмитрий заявили, что не должны платить долг за 1567—1587 годы, так как Андрей Курбский владел биржанским войтовством с 1567 по 1571 годы. Курбские лишились биржанского войтовства, сохранив в Упитском повете имения Криничин и Довчице.
В суд на Александру Курбскую подали Андрей Фирлей, Габриель, Иван и Александр Ивановичи Красинские, а также их опекуны: князь Януш Николаевич Збаражский, Николай Александрович Семашко и Семен Красинский. Однако судебное разбирательство несколько раз откладывалось.
Летом 1605 года княгиня Александра Петровна Курбская скончалась. После смерти Александры её сын Дмитрий вступил в управление отцовскими имениями. До 1615 года князь Дмитрий Курбский принял участие в военных действиях в Прибалтике против Швеции, где показал себя мужественным воином.
В мае 1606 года Д. А. Курбский вынужден был обратиться в королевскую канцелярию, чтобы получить разрешение на передачу своего ленного имения полностью и по частям другим лицам. Финансовое положение Курбских было катастрофическое. У него не было средств, чтобы внести выкуп за сестру при её вступлении в брак, и он был вынужден заложить ей и её мужу часть унаследованных имений — фольварк Довчишки с селами Довчишки, Повешмены, Екговданы, Миняны, Поедупе и Кретишки.
В следующем 1607 году Дмитрий Курбский вынужден был выплачивать старый долг К. Яницкому в размере 800 коп, эта сумма была взыскана с Криничина. В 1610 году Д. Курбский передал за долг в 6 тысяч польских злотых оставшуюся половину имений — фольварк Криничин с остальными сёлами своему дяде и бывшему опекуну, хорунжему волынскому Василию Семашке. Только в 1615 году князь Дмитрий Курбский смог себе вернуть часть отобранных имений (Криничин с рядом сёл).
В 1617 году, едва получив имения, князь Д. А. Курбский и его жена закладывают Межуны и Гатишки за сумму 800 коп литовских грошей Яну Гричине, мужу Гальши Яновны Гружевской, сестры первой жены князя Дмитрия). В том же году М. Визгирд вернул шурину упитские сёла Шкуктел (Шкукштель) и Петрово (Повешмены).
В 1637 году князь Дмитрий Курбский в качестве войского упитского выступал на суде против Юзефовичей за увод крестьян из Криничина. К февралю 1639 года Дмитрий Курбский занимал должность подкомория упитского.
Вначале князь Дмитрий Курбский владел Криничином наследственным имением, отданным в заклад, и не имел права распоряжаться записанными на нём деньгами, но в феврале 1639 года он стал полным владельцем имения. В марте 1645 года он записал часть Криничина своей жене в сумме 5100 польских злотых, а через три года, в апреле 1648 года, закрепил за своей женой эти земли на той же сумме в пожизненное владение.
В апреле 1639 года Дмитрий Курбский получил от польского короля привилегий на заготовку дерева в Обольницкой пуще для ремонта двух своих дворов. В своём имении Криничин он построил церковь в честь Петра и Павла, передав ей во владение в 1643 году окрестные земли. В 1644 году князю было поручено заботиться о мостовом мыте по дороге через реку Ешменку и другие реки, через которые в его владениях проходят крупные дороги.
В 1645—1646 годах князь Дмитрий Курбский судился с воеводой венденским Николаем Корфом из-за Обольницкой пущи и выиграл судебный процесс.
17 мая 1648 года в Вильно Дмитрий Курбский составил завещание, в котором он, называя себя старым и страдающим слепотой, передал свои имения второй жене Кристине Эйгирдовне и детям от первого брака (Андрею, Яну и Анне). Он завещал похоронить себя в кафедральном соборе Пресвятой Девы в Тракае. После смерти Дмитрия Курбского имение Криничин был разделен между его двумя сыновьями Андреем и Яном.

## Семья
Дмитрий Андреевич Курбский был дважды женат. Его первой женой стала Ядвига Яновна Гружевская, от брака с которой у него было два сына и дочь. Вторично женился на Кристине Эйгирдовне, от брака с которой детей не имел.
- Андрей Дмитриевич Курбский (умер в 1668), маршалок упитский.
- Ян Борис Дмитриевич Курбский (умер в 1672), гродский писарь в Упите.
- Анна Дмитриевна Курбская, 1-й муж — Роман Сумароков, 2-й муж — Адам Соколовский.